# Fejervarya verruculosa
Fejervarya verruculosa là một loài ếch trong họ Ranidae.
Nó được tìm thấy ở Indonesia và Timor-Leste.
Các môi trường sống tự nhiên của chúng là vùng đất có cây bụi nhiệt đới hoặc cận nhiệt đới, vùng cây bụi ẩm khu vực nhiệt đới hoặc cận nhiệt đới, đầm nước, đầm nước ngọt, đầm nước ngọt có nước theo mùa, vườn nông thôn, đất có tưới tiêu, và kênh đào và mương rãnh.